# Metacosmesis
Metacosmesis is een geslacht van vlinders van de familie Carposinidae, uit de onderfamilie Millieriinae.

## Soorten
- M. aelinopa Diakonoff, 1982
- M. barbaroglypha Diakonoff, 1949
- M. illodis Diakonoff, 1967
- M. laxeuta Meyrick, 1906
- M. xerostola Diakonoff, 1983